# مدينة جنوة الحضرية
مدينة جنوة الحضرية هي مدينة في إيطاليا، تقع في ليغوريا، بلغ عدد سكانها 851,987 نسمة وذلك حسب إحصائيات سنة 2016، عاصمتها جنوة، تبلغ مساحتها 1,839 كيلومتر مربع، رمزها البريدي هو 16100.

## الموقع
تشترك في الحدود مع:
- مقاطعة سافونا
- مقاطعة بارما
- مقاطعة بياتشنزا
- مقاطعة ألساندريا
- مقاطعة لا سبيتسيا.

## مدن توأم
المدن التوأم:
- مارسيليا (منذ 7 أكتوبر 1958)[10]
- بالتيمور (منذ 15 مارس 1985)[11]
- بايوغلو (منذ 10 سبتمبر 2013)[12]
- خيوس (منذ 6 نوفمبر 1990)[13]
- كولومبوس، أوهايو (منذ 25 مارس 1987)[14]
- أوديسا (منذ 7 مارس 1979)[15]
- رييكا (منذ 13 أكتوبر 2004)[16]
- ريازان.[17]